# アリシア・アロンソ

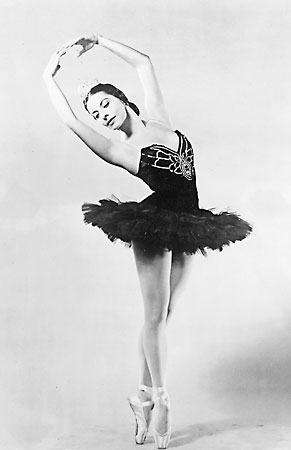
1955年頃のアリシア・アロンソ

アリシア・アロンソ （Alicia Alonso、本名：Alicia Ernestina de la Caridad del Cobre Martínez y del Hoyo, 1920年12月21日 - 2019年10月17日） は、キューバのバレエダンサー・振付家。夫のフェルナンド・アロンソもバレエダンサーだが、後に離婚している。

## 経歴
キューバの首都、ハバナの裕福な軍人の家庭に生まれる。幼少時にスペインでダンスを習ったのち、9歳でバレエを始めた。1937年にニューヨークへ移り、アメリカ・バレエ学校で学んだのち、渡英してロンドンでヴェラ・ヴォルコワに師事。
18歳でリンカーン・カースティンが率いるバレエ・キャラバンに参加し、その後1940年から1959年にかけてABTで活躍した。柔らかな動きと完璧なテクニックで古典もコンテンポラリーも自在に踊りこなし、ジョージ・バランシン 『テーマとバリエーション』、B・ニジンスカ 『シューマン協奏曲』 などの初演を踊ったほか、ジゼルとカルメン役では最高の評価を得る。19歳の頃から網膜剥離を患い、手術を繰り返しながら失明に近い状態で踊り続けてきたことは知られている。
一時休業中の1948年、帰国してA・アロンソ・バレエ団を設立。これは現在のキューバ国立バレエ団となる。キューバ内戦中の1957年、西側のダンサーとして初めてソ連に招かれて客演し、1960年には自らのバレエ団を率いて訪ソ公演を行った。
1950年代からは振付も手掛け、『交響曲の試み』（Ensayo sinfónico, 1950年）、『サーカス』（El circo, 1967年）、『コラドの任務』（Misión Korad, 1980年） などの作品があるほか、1972年にはパリ・オペラ座で自らの新演出 『ジゼル』の初演を踊っている。
2002年からユネスコ親善大使となり、有形無形文化財の保護に尽力しながら、ほぼ盲目となった晩年もキューバ国立バレエの芸術監督を務め続けた。スタジオでは鮮やかな色のスカーフを頭に巻き、化粧を欠かさず、常に優雅な装いであったという。
2019年10月17日、ハバナの病院で循環器疾患のため死去。98歳没。

## 文献
- Marilyn Hunt, "Alicia Alonso", International Encyclopedia of Dance, Vol.1, ISBN 0-19-517585-9, pp.48-50.